# Eugenia Glodariu
Eugenia Glodariu (n. 23 august 1940, Sibiu) este un istoric și cercetător român. Principalele sale preocupări, cât și domeniul de studiu în care a activat, au fost cele de istorie modernă a României.

## Cariera
Studiile liceale le-a absolvit în orașul natal, iar cele superioare la Cluj, unde a absolvit Facultatea de Istorie și Filosofie a Universității Babeș–Bolyai. A urmat studiile doctorale la aceeași universitate.
Din 1963 a devenit muzeograf principal la Muzeul Național de Istorie a Transilvaniei din Cluj-Napoca. Cercetările ei științifice sunt cu precădere din perioada modernă a României precum și a Monarhiei Habsburgice. A publicat peste 60 de studii în volume originale și colective precum și în reviste de specialitate. A devenit mai apoi membră a Societății de științe istorice din Republica Socialistă Română.
Eugenia Glodariu este specialistă în istoria modernă a României, având contribuții remarcabile în sfera istoriei culturii Transilvaniei în sec. XIX. A studiat cu deosebire societățile culturale românești, evidențiind raportul acestora cu mișcarea națională.

## Opera[1]
1. Din activitatea Societații lulia a studenților români din Cluj, în  Acta Musei Napocensis, V 1968, p. 239 -249.
2. Biblioteci poporale ale Astrei (I, II), , VI (1969),  în  Acta Musei Napocensis p. 347-360, VII (1970), p. 309 -328
3. Reuniunea sodalilor români din Cluj,  în  Acta Musei Napocensis, X (1973), p. 389-409 (în colaborare).
4. Despărțămîntul Cluj al Astrei (1870- 1914),  în  Acta Musei Napocensis, XII (1975), p. 373-386.